# Andrew Lawrence
Andrew James Lawrence (12 januari 1988), ook wel bekend als Andy Lawrence, is een Amerikaans acteur.
Lawrence komt uit een familie vol acteurs. Zijn broers Joseph en Matthew acteren ook. Hij acteert al sinds 1991 en is sinds 1994 in films te zien. Hij speelt vooral in Disney Channel Original Movies. Ook had hij rollen in de televisieseries The Kids from Room 402 en Recess.

## Filmografie
- 1995:White Man's Burden
- 1997:Bean: The Ultimate Disaster Movie
- 1998:Jack Frost
- 1999:Family Tree
- 1999:Horse Sense
- 2000:The Other Me
- 2001:Recess: School's Out
- 2001:Recess Christmas: Miracle on Third Street
- 2001:Jumping Ship
- 2004:Going to the Mat
- 2004:Sniper 3

- International Standard Name Identifier: 0000 0003 7071 7675
- Library of Congress Control Number: no2014046816
- Virtual International Authority File: 250064157
- WorldCat: E39PBJfh339h6XcTwvYmwQCfbd